# Josef Votrubec
Josef Votrubec (15. června 1942, Turnov – 18. listopadu 2020) byl československý atlet, sprinter.

## Život
Josef Votrubec se věnoval atletice od mládí. Několik let poté, co se rodina Votrubcova přistěhovala do Liberce, začal závodit za klub Lokomotiva Liberec (1958–1961), kde jej trenér K. Baňa dovedl k prvním úspěchům v dorosteneckých kategoriích, a kde vyrostl ve nadějného sprintera. Už od roku 1960 reprezentoval Josef Votrubec ČSSR na mezinárodních závodech v dorosteneckých kategoriích. Poté závodil v letech 1962–1964 za RH Praha, s trenérem Z. Hollerem. Hned v prvním roce po přestupu do RH Praha (1962) získal na mistrovství ČSSR mužů na dráze bronzovou medaili za běh na 200 metrů. Jeho vrchol však přišel až v roce 1963 na mistrovství ČSSR v Hradci Králové. Josef Votrubec absolutně dominoval sprinterským kategoriím. Stal se mistrem republiky v běhu na 100 metrů i v běhu na 200 metrů. Kromě toho na témže mistrovství získal stříbrnou medaili za 4 x 100 metrů za štafetu ve složení: RH Praha (Ladislav Ptáčník, Jaroslav Novák, Josef Bílek, Josef Votrubec).

### Reprezentace
Reprezentoval v 7 mezistátních atletických utkáních (1963–1964). Osobní rekordy: 100 m / 10,5 s (1962), 200 m / 21,4 s (1964), 400 m / 48,3 s (1963).
V jeho atletické kariéře mohlo dojít ještě k jednomu vrcholu, v nejlepší formě bojoval s kamarády z reprezentace o účast na olympijských hrách. Poslední šanci ke kvalifikaci měli v září 1964, kdy se konalo mezistátní utkání v atletice na Strahově. Československý tým ve složení Josef Votrubec, Josef Trousil, Vilém Mandlík a Jiří Kynos závodil s Maďary. Závěrečnou štafetu Maďaři vyhráli řádově o metr, výsledné časy na tabuli hlásily: Maďarsko – 39,8, Československo – 39,9. Čechoslovákům stačilo zaběhnout pod 40. Vzpomíná Jiří Kynos: „Říkal jsem: Vešli jsme se do limitu, pojedeme na olympiádu do Tokia. Jenže Maďaři začali protestovat, že prý vyhráli víc než o metr a že mají mít 39,7, což pro ně byl nominační limit. Vidím to jako dnes: pan doktor Kantůrek, vrchní rozhodčí, vzal houbu, Maďarům nechal 39,8, nám svévolně smazal 39,9 a napsal 40. Tak jsme, jak se říká, ostrouhali mrkvičku a zůstali jsme doma.“.

### Souhrn úspěchů
Mistr republiky 1963 (100 a 200 m). Držitel 2 rekordů ve štafetách 4x100 m a 4 x 200 m 1:25,7 (1964), člen štafety 4 x 220 y (1964), která vytvořila evropský rekord 1:26,3 (1964).